# وینزلو هال
وینزلو هال (انگلیسی: Winslow Hall; ۱۵ مهٔ ۱۹۱۲ – ۲۷ دسامبر ۱۹۹۵) قایقران روئینگ اهل ایالات متحده آمریکا بود.